# Friedrich I. (Zollern-Schalksburg)
Friedrich I. von Zollern-Schalksburg († 1302 oder 1309), der Jüngere, war Stifter der Linie Hohenzollern-Schalksburg.

## Leben

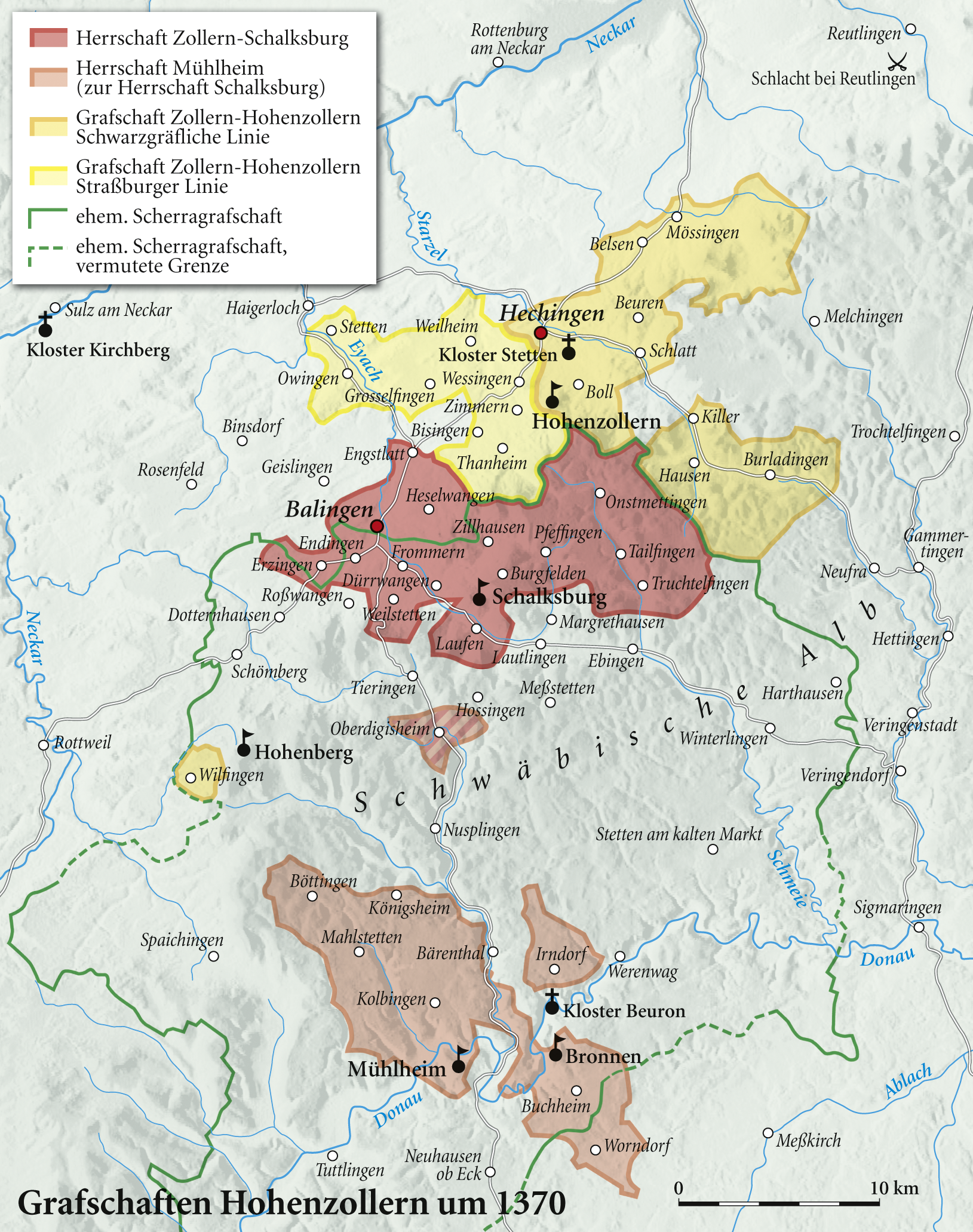
Grafschaften Hohenzollern um 1370

Friedrich war Sohn von Friedrich V. von Zollern. Die schwäbischen Hohenzollern hatten einen innerfamiliären Konflikt. Aus diesem Grunde wurden die Besitzungen zwischen Friedrich und dessen Bruder Friedrich VI. geteilt. Friedrich begründete die Linie Zollern-Schalksburg. Somit kam es zu einer Trennung in Zollern-Zollern und Zollern-Schalksburg. Friedrich ehelichte 1282 Udilhild von Merkenberg. Der Graf wurde wegen seiner Gemahlin ebenso als Friedrich I. von Merkenberg bezeichnet. Die Schalksburger Linie starb 1408 aus.

## Nachfahren
Der Graf hatte mit seiner Gattin Udilhild folgende Kinder:
- Friedrich II. der jüngere Merkenberger († vor April 1318) ⚭ Agnes von Nellenburg († nach 1325)
- Udihild († nach 1349) ⚭ Albert von Hals († 1334)